# Heterocharax macrolepis
Heterocharax macrolepis är en fiskart som beskrevs av Eigenmann 1912. Heterocharax macrolepis ingår i släktet Heterocharax och familjen Characidae. Inga underarter finns listade i Catalogue of Life.